# グイド・ブリニョーネ
グイド・ブリニョーネ（Guido Brignone、1886年12月6日 - 1959年3月6日）は、イタリアの映画監督。

## 作品
- ローマの旗の下に
- カルタゴの女奴隷
- 純愛
- 祖先お誕生
- マチステの地獄征伐
- 令嬢と甲冑騎士
- マチステのサーカス
- アルプス越えて